# Свеча (песня)
«Свеча́» («Пока́ гори́т свеча́») — песня советской и российской рок-группы «Машина времени», сочинённая Андреем Макаревичем в 1978 году. Включена в звуковую дорожку художественного фильма Александра Стефановича «Начни сначала». Критикой признана одной из лучших композиций группы, оказавших влияние на несколько поколений слушателей. Автором определена как программная песня, выражающая концепцию группы. Входит в концертный репертуар «Машины времени» с 1979 года по настоящее время. Обычно является завершающим номером программы, во время исполнения которого Андрей Макаревич аккомпанирует себе на клавишных. Радиостанцией «Наше радио» включена в перечень «100 лучших песен русского рока в XX веке».

## Замысел и создание
Появление песни напрямую связано с событиями 1978—1979 годов, в результате которых произошёл распад одного из первых, относительно стабильных составов «Машины времени». Так, в период с 1975 по 1979 годы в группе играли Андрей Макаревич (гитара), Сергей Кавагоэ (ударные) и Евгений Маргулис (бас-гитара). Двое первых являлись участниками коллектива с момента его основания в 1969 году и до определённого момента находили взаимопонимание друг с другом.

«...  Я чувствовал, что мы разбежимся с Кавагоэ Серёжей и с Маргулисом. Что-то уже не оставалось ничего из того, что нас тогда удерживало вместе. И я очень по этому поводу переживал. В общем песенка была для меня таким как бы ответом им: а я вот всё равно буду делать то, что считаю нужным».
Однако по мере роста популярности группы отношения Макаревича и Кавагоэ становились всё более напряжёнными. Причину такой ситуации Кавагоэ усматривал в том, что имя Макаревича «всё чаще и чаще звучало в связи c „Машиной вpемени“, а имена остальных — соответственно pеже». Как писал журналист Алексей Богомолов, "появившееся словосочетание «Андрей Макаревич и „Машина времени“ для него [Кавагоэ] было всё равно что »Пол Маккартни и «Битлз». Более того, авторство практически всех песен группы стало стабильно ассоциироваться с именем Макаревича, хотя, по мнению Кавагоэ, «на самом деле стопроцентным вкладом его [Макаревича] в „общую копилку“ были только стихи». Такое положение дел, со слов Макаревича, «очень задевало» самого Кавагоэ, создавая почву для упрёков в неравенстве всех членов коллектива друг перед другом. Вследствие этого, резюмировал Макаревич, к концу 1970-х годов внутри группы «что-то не клеилоcь» и c музыкой.
О возникновении напряжённости в отношениях между обоими музыкантами Макаревич упоминал в книге воспоминаний «Всё очень просто» в контексте событий осени 1978 года, однако, по свидетельству Александра Кутикова, уже весной 1978 года — за год до окончательного возвращения Кутикова в «Машину времени», произошедшего в мае 1979 года, — эти отношения были конфликтными.
Во время дружеской встречи с Кутиковым, состоявшейся весной 1978 года в квартире жены Макаревича на Ленинском проспекте, последний исполнил под гитарный аккомпанемент песню о свече, написанную непосредственно под впечатлением накопившихся в коллективе разногласий. Оба музыканта обсуждали внутренний конфликт в «Машине времени», угощались зажаренной Макаревичем нутрией, при этом, по признанию Кутикова, «здорово выпили». После прослушивания новой песни Кутиков, с его слов, «понял, что у него [Макаревича] действительно там что-то такое серьёзное», пожелав ему терпения, необходимого для сохранения группы от развала. "Я сказал ему: «Терпи! Главное — ты написал эту песню».

## Первые версии
Фактически сразу после сочинения «Свечи» она была включена в концертный репертуар «Машины времени»: уже с февраля 1979 года её исполняли в рамках первой редакции концертной программы «Маленький принц». В программе также принимал участие профессиональный поэт Александр Бутузов (Фагот), зачитывавший в паузах между песнями отрывки из одноимённой повести Антуана де Сент-Экзюпери. Особенностью этой, самой ранней, концертной версии «Свечи» являлась отдельная инструментальная часть на завершающих аккордах песни. По оценке музыкального журналиста Антона Чернина, «Свеча» являлась «одним из самых ударных моментов программы „Маленький принц“». Росту популярности песни способствовало последовавшее активное распространение магнитофонных записей «Маленького принца» в самиздате. Первая редакция этой программы официально не издавалась. В 2000 году была выпущена вторая редакция «Маленького принца», записанная уже новым составом музыкантов.
К началу мая 1979 года трио Макаревич—Кавагоэ—Маргулис фактически распалось, после чего был сформирован новый состав «Машины времени», в который, кроме Кутикова и с его подачи, вошли также Пётр Подгородецкий (клавишные) и Валерий Ефремов (ударные). Сам Кутиков назвал процесс своего возвращения в группу «естественным», а песню «Свеча» — «самой главной» в творчестве группы, подчеркнув, что он «не вернулся [бы] в „Машину“ из „Високосного лета“, если бы не услышал „Свечу“».
После обновления состава группы музыканты приступили к репетициям новой программы и к концу мая 1979 года в учебной речевой студии Государственного института театрального искусства записали восемь песен, включая «Свечу». Как писал позже Подгородецкий, часть музыкального материала была отрепетирована прежним составом группы, тем не менее, для этих песен были придуманы «новые аранжировки, поменяли звучание». Кутиков настоял на подготовке интродукции для «Свечи», которую «очень долго придумывали». Вновь пришедшие музыканты совместно предложили Макаревичу дополнить аранжировку песни дополнительным проигрышем, что поначалу вызвало его сопротивление, так как в предыдущем составе группы проигрыши «очень не любили». Кроме этого, как утверждал позже Макаревич, ему казалось, что в таком варианте было «слишком много розовых слюней, какие-то псевдосимфонии, а песня такая достаточно серьёзная, жёсткая. Потом поверил им, потому что их было больше». В результате инструментальная часть, игравшаяся ранее в конце песни, в этой версии «Свечи» была перемещена после первого куплета и значительно увеличена по длительности. Сами инструментальные партии стали более разнообразными, также Подгородецким был придуман особый клавишный эффект, что в совокупности отличало эту аранжировку «Свечи» от более поздних. Именно в такой версии песня была исполнена 15 сентября 1979 года на первом концерте обновлённого состава «Машины времени» в Москве.
В 1982 году эта версия «Свечи», вместе с фонограммами других песен студийной записи 1979 года в ГИТИС, были включены в звуковую дорожку документального короткометражного фильма Алексея Учителя «Кто за? (Три эпизода на современную тему)».

## Тбилиси—80
В начале 1980 года «Машина времени» получила приглашение выступить на общесоюзном фестивале популярной музыки «Весенние ритмы. Тбилиси-80» в Грузинской ССР. По факту это мероприятие представляло собой крупнейший из когда-либо проводившихся в стране фестивалей именно рок-музыки, выделявшийся как составом участников, в который были включены многие андеграундные на тот момент музыкальные коллективы, так и общей андеграундной атмосферой непосредственно на сцене и вокруг фестиваля в целом. Фестиваль проводился с 8 по 16 марта на трёх площадках — в Большом концертном зале и в Доме Офицеров города Тбилиси и в здании цирка города Гори. В мероприятии приняли участие 18 творческих коллективов из 12 городов страны. «Машина времени» выступила дважды: на третий день (10 марта) и повторно — в последний день (16 марта) и по итогам выступления — разделила первую премию с ансамблем «Магнетик бэнд». Точных сведений о сет-листах группы за оба дня выступления в открытых источниках нет.
Позже аккредитованные на фестивале тележурналисты из Финляндии подготовили документальный фильм «Советский рок», последним эпизодом которого являлось выступление «Машины времени» с песней «Свеча». Для исполнения песни Андрей Макаревич занял место за клавишными. В дальнейшем, когда группа завершала концертные выступления исполнением «Свечи», Макаревич в отдельных случаях повторял этот ход, аккомпанируя себе на клавишных.
Эпизод с исполнением «Свечи» на фестивале «Весенние ритмы. Тбилиси-80» в качестве музыкального видео был включён в состав официально изданных на DVD сборников видеоклипов группы: диска из Антологии «Машины времени» «В Россию из СССР» (2004) и «Видеоколлекция-I» (2005).
Кроме выступления в рамках программы фестиваля, музыканты получили возможность записать собственные песни в Тбилисской студии звукозаписи «Мелодии» для их последующего издания. В результате «Машина времени» записала шесть композиций, включая и новый вариант «Свечи». Аранжировка этой версии песни была в незначительной степени упрощена, в сравнении с первой студийной версией. Как вспоминал позже Макаревич, поскольку музыканты были опьянены «собственной победой и гостеприимством грузинским», постольку записывали песню «с чудовищного бодуна». Изначально производилась одноканальная запись, на которую позже были наложены дополнительные инструментальные партии, предварительно распределённые по каналам. В итоге после сведения (микширования) была получена псевдостереофоническая фонограмма. Это фонограмма была издана «Мелодией» на вкладной гибкой пластинке к номеру 12 (546) журнала «Клуб и художественная самодеятельность» за июнь 1980 года. Данный журнал являлся общественно-политическим и научно-методическим изданием ВЦСПС и Министерства культуры СССР, в каждый номер журнала вкладывались две гибкие пластинки. Первая из пластинок, вложенных в номер 12 (546), содержала аудиозаписи книги Леонида Брежнева «Возрождение». На второй пластинке были изданы фонограммы записей двух песен группы «Аракс» и Татьяны Анциферовой (на одной стороне) и двух песен «Машины времени» — «Свеча» и Право" (на оборотной стороне). Песню «Свеча» для этого релиза редакторы озаглавили строкой из рефрена песни — «Пока горит свеча». Источники, содержащие подробные сведения об обстоятельствах включения в указанный номер журнала «Клуб и художественная самодеятельность» двух песен «Машины времени», не известны. Однако именно эта вкладная пластинка стала первым официальным релизом в одиннадцатилетней, на тот момент, истории группы. В самиздате эта версия песни распространялась, начиная с 1981 года, в составе магнитоальбома «Москва-Ленинград».

## В кино и на концертах
В период с 1983 по 1986 годы музыканты «Машины времени» принимали участие в съёмках музыкального художественного фильма «Начни сначала» режиссёра Александра Стефановича, для звуковой дорожки которого были отобраны несколько песен и музыкальных тем, сочинённых Макаревичем и Кутиковым. В частности, в финальной сцене фильма главный герой — молодой бард Николай Ковалёв, в роли которого выступил Макаревич, — исполняет песню «Свеча». Первоначально Макаревич выступал против её включения в саундтрек фильма, аргументируя это тем, что исполнение героем-бардом песни о себе самом требовало также и от песни её соответствия стилистике бардовской культуры. «Свеча» же к тому моменту была широко известна именно как композиция рок-группы «Машина времени». Однако в конечном итоге режиссёр убедил Макаревича, что исполнение «Свечи» в завершающей сцене фильма будет являться «сильным» финалом, которому «ничего по силе равного нет».
Запись саундтрека была произведена в 1985 году на студии «Мосфильм» под руководством композитора и звукорежиссёра Виктора Бабушкина. В версии песни, которая непосредственно использована в фильме, первый куплет герой исполняет под гитарный аккомпанемент. Однако к выпуску был подготовлен вариант, в котором первый куплет исполнен под клавишный аккомпанемент. Эта версия песни была близка к тбилисскому варианту её аранжировки. Она была издана «Мелодией» в 1986 году на сингле «Музыка под снегом» и на первой долгоиграющей пластинке группы «В добрый час». На конвертах обеих пластинок, как и в случае с журналом «Клуб и художественная самодеятельность», песня была озаглавлена «Пока горит свеча».
В 1986 году «Машина времени» подготовила демозапись нескольких собственных хитов, предварительно переведённых на английский язык. Англоязычная версия «Свечи» была озаглавлена как Until the Candle Burns. Предполагалось, что демозапись могла быть использована для продвижения музыки группы за границей — за пределами русскоязычной аудитории. Эта студийная версия «Свечи» официально не выпускалась ни на одном альбоме.
Со второй половины 1980-х годов «Свеча» заняла особое место в структуре концертных программ «Машины времени». Рассказывая о подходе к построению программы «В круге света» в интервью газете «Московский комсомолец» в 1988 году, Макаревич назвал «Свечу» программной песней, выражающей концепцию группы и исполняемой, вместе «с известными боевиками», в финале концерта. Начиная с 1990-х годов песня является завершающим номером концертной программы, во время исполнения которой часть публики традиционно использует зажигалки, включает фонари на смартфонах.
5 июля 2003 года «Машина времени» выступила на рок-фестивале «Крылья» на Тушинском аэродроме, во время которого был совершён взрыв, квалифицированный позже как теракт. К моменту выхода музыкантов на сцену, сообщала газета «Коммерсантъ», «все зрители что-то знали, но ещё не были ни в чём уверены». Весь аэродром «в один голос стал петь вместе с Макаревичем, Кутиковым и Маргулисом все их песни». После окончания сета музыканты были вызваны «на бис» и исполнили «Свечу», которая прозвучала, по мнению обозревателей «Коммерсанта», как реквием по погибшим.
Во время выступления на первом музыкальном фестивале «Сотворение мира» 30 августа 2008 года в Казани песню «Свеча», дуэтом с Макаревичем, исполнила американская певица Патти Смит, предварительно сочинив к ней текст на английском языке.

## Релизы
| Период записи | Место записи | Участники записи | Релиз |
| ------------- | --- | --- | --- |
| 1979          | Учебная речевая студия ГИТИС                                                                                      | «Машина времени»: Андрей Макаревич (вокал, гитара), Александр Кутиков (бас-гитара), Пётр Подгородецкий (клавишные), Валерий Ефремов (ударные) Звукорежиссёр: Александр Кутиков                    | Не издана |
| 1980, март    | Тбилисская студия звукозаписи «Мелодии»                                                                           | «Машина времени»: Андрей Макаревич (вокал, гитара), Александр Кутиков (бас-гитара), Пётр Подгородецкий (клавишные), Валерий Ефремов (ударные) Звукорежиссёр: Нет сведений                         | Вкладная гибкая пластинка к журналу «Клуб и художественная самодеятельность» № 12 (546) за 1980 год («Мелодия», 1980)           |
| 1980, июль    | Концертный комплекс «Филармония-2» в Олимпийской деревне (версия для второй редакции программы «Маленький принц») | «Машина времени»: Андрей Макаревич (вокал, гитара), Александр Кутиков (бас-гитара), Пётр Подгородецкий (клавишные), Валерий Ефремов (ударные) Чтец: Александр Бутузов Звукорежиссёр: Нет сведений | «Маленький принц» («Sintez records», 2000)                                                                                      |
| 1985          | Студия «Мосфильм»                                                                                                 | «Машина времени»: Андрей Макаревич (вокал, гитара), Александр Кутиков (бас-гитара), Александр Зайцев (клавишные), Валерий Ефремов (ударные) Звукорежиссёр: Виктор Бабушкин                        | «Музыка под снегом» («Мелодия», 1986), «В добрый час» («Мелодия», 1986), «50» (ремастеринговая версия) («Sintez records», 2019) |
| 1986          | Нет сведений (Until the Candle Burns — англоязычная версия песни)                                                 | «Машина времени»: Андрей Макаревич (вокал, гитара), Александр Кутиков (бас-гитара), Александр Зайцев (клавишные), Валерий Ефремов (ударные) Звукорежиссёр: Нет сведений                           | Не издана |

Примечание. В таблице приведены сведения обо всех студийных и о наиболее значимых концертных версиях песни.

## Музыка и текст
Тональность песни — ля минор. Структурно песня состоит из двух куплетов-четверостиший, после каждого из которых следуют предприпев и рефрен («Пока не меркнет свет, // Пока горит свеча»), объединённые в пятистишие. Стихотворный размер текста песни — пятистопный ямб, что, по мнению Н. Клюевой, тематически сближает её с авторской песней и подтверждает приверженность Андрея Макаревича бардовской песенной традиции.
Смысловая нагрузка текста песни интерпретируется неоднозначно: от религиозных мотивов, возникающих в связи с самим символом свечи, до открытого вызова «власть предержащим», «социальным и политическим устоям». Н. Нежданова анализировала текст песни с позиции обоснования тезиса об антиномичности отечественной рок-поэзии, в которой контраст и противопоставления часто достигаются с помощью синтаксических средств (параллелизмов, уступительных конструкций). С этой позиции, последнее пятистишие текста «Свечи» (начиная со строф «И пусть сегодня дней осталось мало, // И выпал снег, и кровь не горяча») является примером особо эффектной, по Неждановой, уступительной конструкции, «передающей отталкивание от чего-то, как правило, негативного, и утверждение положительных ценностей, веры в идеал».
Якуб Садовский изучал, как расширялась семантика текста «Свечи», звучащей в финале фильма «Начни сначала», обогащаясь смыслами, связанными с фигурой Владимира Высоцкого. По мнению исследователя, смысловое поле фильма «организовано треугольником» Главный герой (Ковалёв) — Макаревич — Высоцкий. В контексте киносюжета песня «Свеча» изначально воспринимается как «песенно-поэтический комментарий» к состоянию героя в финале, «обретая затем характер его творческого кредо». Завершающие сцены, выдержанные в эстетике и технологии как профессиональной, так и любительской съёмки, с участием то Ковалёва, то Макаревича, значительно расширяют такое восприятие. Так, первый предприпев звучит во время сцены, когда Ковалёв «приобщается к толпе в память о Высоцком» — на рефрене «Пока не меркнет свет, // Пока горит свеча» в кадре появляется большая фотография Высоцкого. В следующей сцене молодые люди «переписывают что-то» с магнитофона на магнитофон, что в силу эффекта Кулешова, как утверждает Садовский, воспринимается как переписывание песен именно Высоцкого — при этом звучит строфа «Не всё ещё пропало». В последней сцене, под завершающие аккорды «Свечи», демонстрируются фрагменты «явно любительской» съёмки Грушинского фестиваля авторской песни под Куйбышевом, среди слушателей виден и Ковалёв/Макаревич, что, по Садовскому, «не может не восприниматься как знак присутствия "настоящей поэзии», символом которой становится фигура Высоцкого, в реальном нехудожественном пространстве.
Музыкальные решения, определившие звучание основных версий «Свечи» (см. разделы «Первые версии», «Тбилиси-80»), неоднократно использовались «Машиной времени» и в дальнейшем. Так, по свидетельству Петра Подгородецкого, песня «Мой день рождения» (Музыка — А. Пахмутова, стихи — Р. Гамзатов), включённая в концертную программу группы по требованию «Росконцерта», который регулировал её деятельность в начале 1980-х годов, была аранжирована музыкантами в стиле, «сильно напоминавшем» «Свечу». По мнению музыкального продюсера альбома Time Machine Владимира Матецкого, партия клавишных в песне «Простите» с этого альбома схожа с аналогичной партией в «Свече»: "Андрей [Макаревич] здорово сыграл на рояле: уверенно и лаконично, с отблесками «Свечи».

## Критика и признание
Советская официальная критика оценивала песню с позиций её соответствия господствовавшей в стране идеологии, степени оригинальности использованных поэтических приёмов. Так, газета «Литературная Россия» обращалась к факту выпуска «Мелодией» в 1980 году пластинки с фонограммой «Свечи» — вкладышу к журналу «Клуб и художественная самодеятельность» (см. разделы «Тбилиси-80», «Релизы»), оценивая само решение об издании песен Андрея Макаревича как «безответственное». Газета иронизировала над отдельными строками из текста «Свечи»: «быть с собой в разлуке» — это «сложная душевная неустроенность» лирического героя Макаревича, ставшая его крестом. Однако "лес нагорожен [песня сочинена] всего-то из-за нескольких неосуществлённых намерений: «Я хотел идти куда попало, закрыть свой дом и не найти ключа, но верил я, не все ещё пропало...». Далее высказывалось мнение о том, что большое количество молодых людей — «страдальцев на мягком диване», «увлечённых самолюбованием», — "музыкально постанывают, что «дней осталось мало, и выпал снег, и кровь не горяча», после чего авторы задавали вопрос, нужно ли предоставлять этим молодым людям возможности для издания своих произведений. "Тем более, что всё это шикарное «страдание» при свечах сменяется напористой декларацией-предупреждением: «Но если плечи песней мне расправить, как трудно будет сделать так, чтоб я молчал…». Газета завершала разговор о «Свече» цитатой из собственной читательской почты: «прежде чем „расправлять плечи“ пусть эта группа постигнет азы нашей идеологии». «Литературная газета» писала о не актуальной проблематике песен группы, об «эксплуатации полюбившихся, но отработанных приёмов», например, "демонстрации — к месту и не к месту — математических способностей: «Я в сотый раз опять начну сначала, пока не меркнет свет...».
Музыкальный критик Артемий Троицкий охарактеризовал период конца 1970-х — начала 1980-х годов как «пик творческой формы» «Машины времени», песню «Свеча» отметил в числе лучших композиций этого периода, а также приводил её в пример оптимистичных и жизнеутверждающих песен — и «по букве», и «по духу», поскольку, с его точки зрения, «не может быть „пессимистической“ песня, в которой бьётся истовая заинтересованность и забота о жизненных проблемах, песня, основанная на вере и неравнодушии». Фактически сразу после того, как «Свеча» стала популярной, её восприятие как программной песни группы, которая звучит «с большим оптимизмом», возникло и у слушательской аудитории «Машины времени», о чём было упомянуто в читательской почте газеты «Комсомольская правда» в ответ на критическую статью «Рагу из синей птицы».
Журналист Александр Щербаков рассуждал о возможности совершенно разных музыкальных произведений, сочинённых в разное время, выступать средством «спасения» в моменты отчаяния, в те «дни, когда опустишь руки, и нет ни слов, ни музыки, ни сил». Автор сравнивал «Свечу» с Шестой симфонией Чайковского. Так, если указанная симфония, по его мнению, способна «принять на себя разряд уже непереносимой отрицательной энергии, накопившейся в наших душах», то песня «Свеча» Макаревича, утешает, воздействует на душу «не одними стихами, а стихами внутри музыки, а музыки внутри голоса, а голосом — именно с той интонацией, которая враз преодолевает всё, что есть между магнитофонной плёнкой и моим, никому не слышимым, без звуковых волн пропеванием» этой песни. Автор также делился наблюденими о равной степени актуальности песни «Свеча» для него самого, а также для более молодого поколения, отметив, что музыканты «Машины времени», таким образом, в меру своих сил и способностей «наводят мосты между поколениями», «связывают времена, как сварочная машина — трубопровод». О влиянии песни на отдельные поколения слушателей говорили также и другие критики. Так, Евгений Бычков отмечал высокий уровень песенного творчества Макаревича в целом, а также то, "сколь глубокий след в сердцах целого поколения оставили песни типа «Свечи». Также Троицкий называл «Свечу» одним из «гимнов поколения», сравнимым по воздействию «на русских людей с песнями „Битлз“ или Боба Дилана».
Песня оказала влияние и на последующие поколения рок-музыкантов. Так, например, Максим Леонидов упоминал о ней, описывая собственные впечатления от одного из первых посещённых концертов «Машины времени» в Ленинграде: "Был совершенно поражён вообще всем: построением шоу, этим вдохновенным Макаревичем, «Не меркнет свет, горит свеча». В 1992 году, совместно с Макаревичем, Леонидов записал кавер-версию «Свечи» для первого сольного альбома «Максим». Другими известными каверами являются версии групп «Uma2rmaH» и «Братья Грим», записанные в 2009 году для трибьют-альбома «Машинопись». Музыкальная интерпретация песни, подготовленная «Uma2rmaH», была благоприятно принята критикой и охарактеризована как фьюжн-босанова, с которой «можно на джаз-фестах зажигать». Версия «Братьев Грим» удостоилась менее высокой оценки, как вариант, который "подошёл бы для медоточивого финала какого-нибудь мюзикла под названием, например, «Вечная любовь», а сама группа была отнесена к категории исполнителей, "любящих не «Машину» в себе, а себя в «Машине». В 1996 году на совместных с Макаревичем концертах песню исполнял Борис Гребенщиков (издана на Live-альбоме «Двадцать лет спустя» в 1997 году).
«Свеча» впервые попала в хит-парад «Звуковой дорожки» — музыкальную рубрику газеты «Московский комсомолец» — в апреле 1980 года, на следующий месяц после получения «Машиной времени» первой премии на фестивале «Весенние ритмы. Тбилиси-80», а по итогам этого года заняла 13-е место в общем перечне песен. В 2000 году радиостанцией «Наше радио» композиция была включена в перечень «100 лучших песен русского рока в XX веке», а в 2014 году — в список "500 лучших песен «Нашего радио». По итогам голосования среди читателей газеты «Коммерсантъ», прошедшего в ноябре 2016 — феврале 2017 годов, «Свеча» возглавила тройку песен 1980 года. Этим голосованием определялись лучшие композиции периода холодной войны (1960—1985), независимо от места их создания. Первоначальный список, из которого производился выбор, был составлен бывшими работниками Всесоюзного радио совместно с музыкальным обозревателем «Коммерсанта» Борисом Барабановым.
Песня пародировалась в телепередачах «КВН» и «Кривое зеркало». Строка «Пока горит свеча» из рефрена песни была включена в перечень наиболее известных цитат и выражений XX и XXI веков.
Фонограмма песни «Свеча» с альбома «В добрый час» являлась музыкальным сопровождением участия российского фигуриста Евгения Плющенко в показательных выступлениях Чемпионата Европы по фигурному катанию 2010, состоявшегося в Таллине.

### Комментарии
1. ↑  На конвертах музыкальных альбомов именуется и как «Свеча», и как «Пока горит свеча». В книге стихотворений и песен Андрея Макаревича «Семь тысяч городов» озаглавлена «Пока горит свеча».
2. ↑  В частности, Александр Кутиков называл Кавагоэ «одним из создателей группы»[1].
3. ↑  Особенностью The Beatles как музыкального коллектива было то, что у них не было солиста: лидера-вокалиста или исполнителя (см. подраздел «Критика. Очерк творчества» статьи «The Beatles»), о чём было известно Кавагоэ. С этой точки зрения, упоминание любого из участников группы одновременно с наименованием самой группы, лишено смысла.
4. ↑  К этому моменту А. Кутиков являлся гитаристом ансамбля «Високосное лето», он дважды покидал основной состав группы «Машина времени» по разным причинам[1].
5. ↑  Имеются свидетельства о том, что Макаревич отказывался петь «Свечу» на концерте, аргументируя своё решение отсутствием рояля на сцене[22].